# Adam Szal

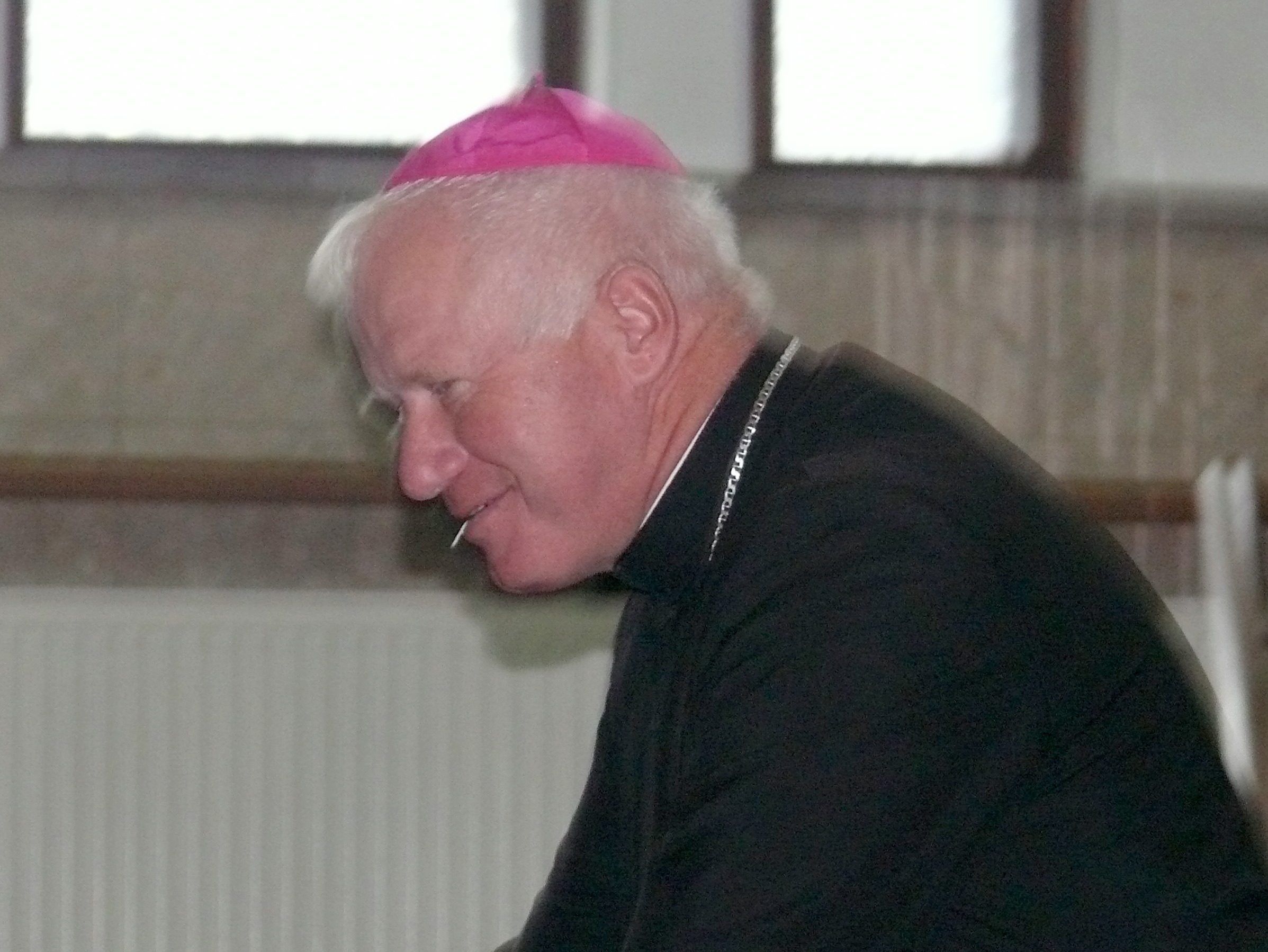
Adam Szal (2010)

Erzbischofswappen von Adam Szal

Adam Jan Szal (* 24. Dezember 1953 in Wysoka, Woiwodschaft Rzeszów) ist ein polnischer Geistlicher und römisch-katholischer Erzbischof von Przemyśl.

## Leben
Adam Szal besuchte zuerst die Grundschule in Wysoka und später die dortige Fachschule für landwirtschaftliche Buchhaltung, an der er 1972 das Abitur erlangte. Anschließend studierte er Philosophie und Katholische Theologie am Priesterseminar in Przemyśl. Daneben leistete er von 1972 bis 1974 Wehrdienst in Bartoszyce. Er empfing am 31. Mai 1979 in der Kathedrale von Przemyśl durch den Bischof von Przemyśl, Ignacy Tokarczuk, das Sakrament der Priesterweihe für das Bistum Przemyśl (ab 1992 Erzbistum Przemyśl).
Szal war nach der Priesterweihe zunächst als Pfarrvikar in Lutcza (1979–1982) und in Krosno (1982–1983) tätig. Daneben setzte er seine Studien an der Katholischen Universität Lublin fort, an der er 1980 mit der Arbeit Program społeczno-polityczny „Echa Przemyskiego“ („Sozialpolitisches Programm der ‚Echa Przemyskiego‘“) einen Magister Theologiae erwarb und 1990 bei Zygmunt Zieliński mit der Arbeit Duchowieństwo diecezji przemyskiej obrządku łacińskiego w latach 1918–1939 („Der Klerus der Diözese Przemyśl des lateinischen Ritus in den Jahren 1918–1939“) zum Doktor der Theologie im Fach Kirchengeschichte promoviert wurde. Von 1987 bis 1988 wirkte er als Pfarrvikar der Pfarrei Heiliger Geist in Przeworsk, bevor er 1988 Bibliothekar und 1991 zusätzlich Disziplinarpräfekt am Priesterseminar in Przemyśl wurde. Von 1994 bis 1996 fungierte er bei der Kirchenzeitung Niedziela als Redakteur des Teils für das Erzbistum Przemyśl. Ab 1996 war Szal Regens des Priesterseminars in Przemyśl, an dem er bereits ab 1987 Kirchengeschichte gelehrt hatte. Seine Forschungsschwerpunkte waren die Geschichte der katholischen Kirche im 19. und 20. Jahrhundert sowie die Geschichte des Erzbistums Przemyśl. Außerdem war er ab 1999 Domherr an der Kathedrale von Przemyśl.
Papst Johannes Paul II. ernannte ihn am 16. November 2000 zum Titularbischof von Lavellum und zum Weihbischof in Przemyśl. Die Bischofsweihe spendete ihm der Erzbischof von Przemyśl, Józef Michalik, am 23. Dezember desselben Jahres in der Kathedrale von Przemyśl; Mitkonsekratoren waren Stefan Moskwa, Weihbischof in Przemyśl, und Edward Eugeniusz Bialoglowski, Weihbischof in Rzeszów. Szal wählte den Wahlspruch Gloria tibi Trinitas („Ehre sei dir, Dreifaltigkeit“). Als Weihbischof war Szal zudem Generalvikar des Erzbistums Przemyśl. 2005 wurde er zusätzlich Dompropst der Kathedrale von Przemyśl.
Am 30. April 2016 ernannte ihn Papst Franziskus zum Erzbischof von Przemyśl. Die Amtseinführung fand am 21. Mai desselben Jahres statt. 2019 erhielt Szal die Medaille zum 100. Jahrestag der Wiedererlangung der Unabhängigkeit und den Goldenen Schild des Verbands der Freiwilligen Feuerwehren der Republik Polen. 2024 wurde ihm das Ritterkreuz des Ordens Polonia Restituta verliehen.
In der Polnischen Bischofskonferenz fungierte Szal zudem von 2007 bis 2017 als Delegierter für die Bewegung Licht-Leben. Ferner gehörte er von 2008 bis 2014 der Kommission für die Jugendpastoral an. Seit 2001 ist er auch Mitglied der Missionskommission sowie seit 2018 der Arbeitsgruppe für das Nüchternheitsapostolat und die seelsorgliche Begleitung Drogenabhängiger und der Seelsorgekommission. Überdies gehörte er der Aufsichtskommission des Nationalen Organisationsbüros für den Weltjugendtag 2016 in Krakau an.

## Wappen
Das Wappenschild des Wappens von Adam Szal ist senkrecht in drei Felder geteilt: ein mittleres breites rotes sowie rechts und links davon jeweils ein schmales weißes. In der Mitte befindet sich eine auf einer Sichel stehende Darstellung der wundertätigen Figur der Muttergottes von Jacko, die in der Kathedrale von Przemyśl aufbewahrt wird. Über der Figur ist ein gleichseitiges Dreieck mit drei miteinander verbundenen Kreisen in der Mitte zu sehen. Diese symbolisieren die heilige Dreifaltigkeit. Drei aus dem Dreieck austretende goldene Strahlen umhüllen die Muttergottes.

## Schriften
- Czasopismo „Echo Przemyskie“. In: Premislia Christiana. Band 2, 1989, S. 77–135.
- Józef Bar, Adam Szal: Nowe kościoły diecezji przemyskiej w jej dawnych granicach powstałe w latach 1966–1992. Kolegium Wydawnicze, Przemyśl 1993, OCLC 1413045020.
- Działalność Książęco-Biskupiego Komitetu w Przemyślu w okresie I wojny światowej. In: Stanisław Stępień (Hrsg.): Kardynał Adam Stefan Sapieha: środowisko rodzinne, życie i dzieło. Praca zbiorowa. Południowo-Wschodni Instytut Naukowy, Przemyśl 1995, S. 151–161.
- Rąb, Jan. In: Józef Mandziuk, Marian Aleksandrowicz (Hrsg.): Słownik polskich teologów katolickich 1981–1993. Band 8. Akademia Teologii Katolickiej, Warschau 1995, S. 481–489.
- Spośród kapłanów przemyskich: Sługa Boży ks. Bronisław Markiewicz w panoramie duchowieństwa przemyskiego (do 1885 r.). In: Premislia Christiana. Band 8, 1999, OCLC 995425074, S. 261–282.
- Tradycje czasopiśmiennicze diecezji przemyskiej. In: Kościół w Polsce: dzieje i kultura. Band 3, 2004, OCLC 909569367, S. 63–80.
- Duchowieństwo diecezji przemyskiej obrządku łacińskiego w latach 1918–1939. Wydawnictwo Archidiecezji Przemyskiej, Przemyśl 2005, ISBN 978-83-8852208-6.
- Święty Józef Sebastian Pelczar a przemyscy salezjanie. In: Jerzy Gocko, Marta Trojanowska (Hrsg.): Historia, tożsamość, kultura: 100-lecie salezjańskiej Parafii Świętego Józefa w Przemyślu. Towarzystwo Naukowe Franciszka Salezego, Warschau 2023, S. 15–23.